# Gerrit Bol
Gerrit Bol (Amsterdam, 29 de maio de 1906 – 1 de novembro de 1989) foi um matemático neerlandês, especialista em geometria.

## Vida
Bol obteve um doutorado em 1928 na Universidade de Leiden, orientado por Willem van der Woude. Trabalhou na década de 1930 na Universidade de Hamburgo com Wilhelm Blaschke. Obteve a habilitação em 1931.
Foi signatário em 1933 da Declaração dos Professores Alemães por Adolf Hitler.
Em 1942–1945 durante a Segunda Guerra Mundial combateu pelos Países Baixos, sendo aprisionado pelos alemães. Foi solto por pedido de Blaschke. Após a guerra tornou-se professor da Universidade de Freiburg, onde aposentou-se em 1971.

## Obras
- G. Bol (1934). «Über Drei-Gewebe im vierdimensionalen Raum». 110. Mathematische Annalen. pp. 431–463
- G. Bol (1938). «com Wilhelm Blaschke: Geometrie der Gewebe. Topologische Fragen der Differentialgeometrie». Julius Springer, Berlin. Grundlehren der mathematischen Wissenschaften
- G. Bol (1942). «Über Eikörper mit Vieleckschatten». 48. Mathematische Zeitschrift. pp. 227–246
- G. Bol (1948). Elemente der analytischen Geometrie. 1. [S.l.]: Vandenhoeck & Ruprecht, Göttingen
- G. Bol (1949). Elemente der analytischen Geometrie. 2. [S.l.]: Vandenhoeck & Ruprecht, Göttingen
- G. Bol (1950). Projektive Differentialgeometrie. 1. [S.l.]: Vandenhoeck & Ruprecht, Göttingen
- G. Bol (1954). Projektive Differentialgeometrie. 2. [S.l.]: Vandenhoeck & Ruprecht, Göttingen
- G. Bol (1967). Projektive Differentialgeometrie. 3. [S.l.]: Vandenhoeck & Ruprecht, Göttingen

## References
1. ↑  Gerrit Bol (em inglês) no Mathematics Genealogy Project

- M. Barner, F. Flohr, Commemorating Gerrit Bol, Freiburg University leaves 104, 1989, pp. 10f.
- Hala Pflugfelder Orlik: Historical notes on loop theory, Commentationes Mathematicae Universitatis Carolinae 41, 2000, pp. 359–370 (online: cmuc0002.htm[ligação inativa])